# Варминские говоры

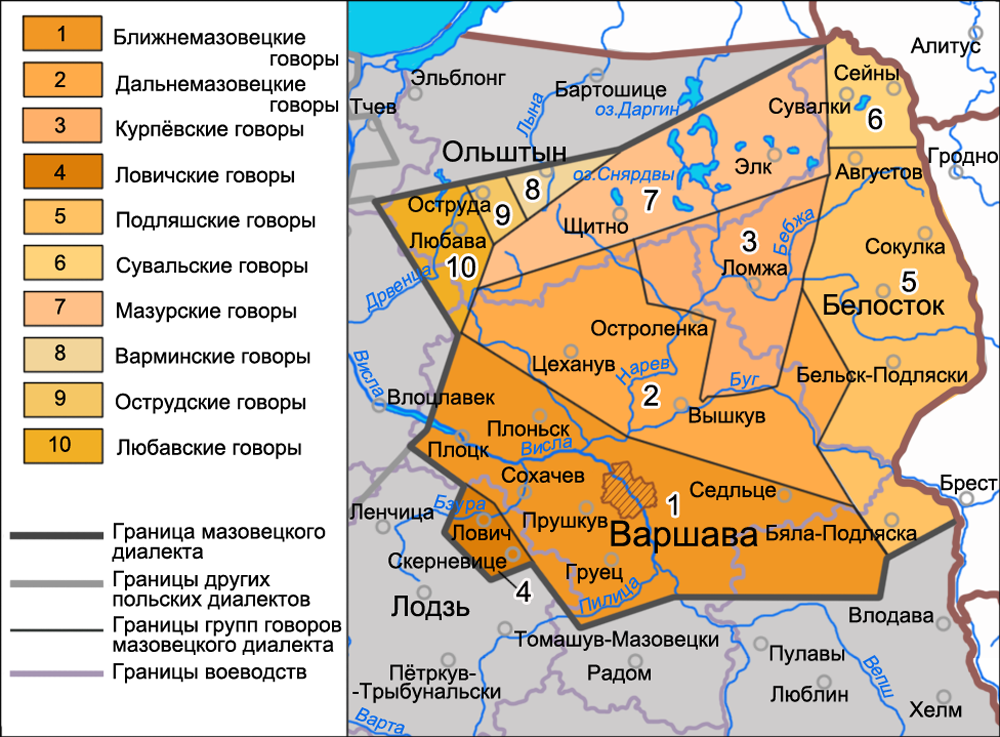
Варминские говоры на карте мазовецкого диалекта

Варми́нские го́воры (пол. gwara warmińska) — часть мазовецкого диалекта польского языка, образовались в результате смешения различных польских говоров, на которых говорили поселенцы, осваивавшие южную часть Вармии в XIV веке. Это были в основном великопольские хелминско-добжинские говоры и соседние говоры Мазовии. В связи с этим варминские говоры традиционно относили к великопольскому диалекту в отличие от соседних мазурских говоров. В классификациях, выделяющих хелминско-кочевско-варминский диалект, считается его частью.
Варминские говоры до XIX в. оставались под влиянием литературного польского языка, который был языком религиозной литературы. Только к концу XVIII века Вармия была отделена от остальной Польши. Но еще 50 лет после I-го раздела Польши на немецком языке говорили только в Ольштыне, в том время как в деревнях почти никто не говорил по-немецки. В середине XIX века начался процесс германизации в Мазурии и южной Вармии. Это привело к усвоению многочисленных германизмов. Для варминских говоров также характерно некоторое количество лексических заимствований из прусского языка.
Варминские говоры, несмотря на принадлежность к мазовецкому диалекту, не имеют мазурения. Для него характерен сходный процесс — яблонкование (пол. jabłonkowanie).

## Пример текста
Pozawczoram z rena po frysztyku kobziyty sobzie co do roboty nolazły, a mym wsiedli w ołto i pojechalim do Łolstyna. Pozietrze buło sprowdy psiankne, tedy łostazilim ołto na łustrzyżónam parkplacu, coby noma żodan szpiglów nie łuder abo i ziankszy szkody nie łuczyniuł i poślim psiechtó na Stare Mniasto na wspomninki ło kedajszam Łolstynie. Gdzie sia człozieku nie łobglóndniesz wszandzie jenaczy tero wyglóndo. Jek am ślypsie zawer, zaro mi sia stary Łolstyn przymarzu.
Перевод на польский язык:
Przedwczoraj z rana po śniadaniu kobiety znalazły sobie jakieś zajęcie, a my wsiedliśmy do samochodu i pojechaliśmy do Olsztyna. Pogoda była naprawdę piękna, więc zostawiliśmy auto na strzeżonym parkingu, żeby nam ktoś lusterek nie powyrywał albo i większych szkód nie narobił, i poszliśmy pieszo na Stare Miasto powspominać o niegdysiejszym Olsztynie. Gdzie się nie obejrzysz, wszystko teraz inaczej wygląda. Ledwie przymknąłem oczy, zaraz mi się stary Olsztyn przypominał.
Перевод на русский язык:
Позавчера утром после завтрака женщины нашли себе занятие, а мы сели в автомобиль и поехали до Ольштына. Погода была в самом деле хорошая, поэтому мы оставили авто на охраняемой парковке, чтобы нам никто не оторвал зеркало или какого большего вреда не наделал, и пошли пешком на Старэ Място повспоминать о тогдашнем Ольштыне. Куда ни глянь, всё теперь иначе выглядит. Только закрыл глаза, тут же мне старый Ольштын вспомнился."

## Отличия от литературного языка
- после мягких губных b', p', w', f' появились спиранты s и z. f и w при этом выпали:
  - например: bierze — bzierze, kobieta — kobzita, wino — zino, wiosna — ziosna, piwo — psiwo
- архаичная грамматика (остатки двойственного числа и др.):
  - например: mamy — mawa, będziemy — będziewa, będziecie — będzieta, biłem — bziłem, człowiekowi — człozieku, żon — żonów, dobrej — dobry
- прелабиализация ł перед o;
  - например: ołtarz — łutarz, orać — łorać.

## Носители
Немецкие данные 1910 г. свидетельствуют, что уже тогда варминский говор исчезал под натиском немецкого и на нем говорило 42,7 % населения южной Вармии. Окончательное исчезновение говора на этой территории произошло в 70-80 гг. XX в. в связи с выездом большого числа носителей в Германию. На сегодняшний день говором владеют не более 4000 коренных жителей Вармии и несколько десятков человек, выехавших за границу (в основном, в Германию).